# 加澤爾縣
4°21′01″S 152°02′30″E / 4.3502°S 152.0418°E
加澤爾縣（英語：Gazelle District），是巴布亞新畿內亞東新不列顛省的縣份之一，位於新不列顛島，首府設於凱拉瓦特，面積3,700平方公里，2011年人口129,317，人口密度每平方公里35人。